# Jan Holpert
Jan Holpert (født 4. maj 1968 i Flensborg, Vesttyskland) er en pensioneret tysk håndboldspiller, der i 15 år spillede som målmand for den tyske Bundesligaklub SG Flensburg-Handewitt. Han var med til at blive tysk mester med klubben i 2004, og var også en del af holdet, da det vandt EHF Cuppen i 1997.

## Landshold
Holpert debuterede på det tyske landshold i 1990, og nåede i sin karriere at spille mere end 228 landskampe. Han var blandt andet med til at vinde EM-bronze i 1998. 